# Coppa Latina 1998 (hockey su pista)
La Coppa Latina 1998 è stata la 16ª edizione dell'omonima competizione europea di hockey su pista riservata alle squadre nazionali. Il torneo ha avuto luogo dal 28 febbraio al 1º marzo 1998.
La vittoria finale è andata alla nazionale della Portogallo che si è aggiudicata il torneo per l'ottava volta nella sua storia.

## Formula
La Coppa Latina 1998 vede la partecipazione delle nazionali della Francia, dell'Italia, del Portogallo e della Spagna. La manifestazione fu organizzata con la formula delle final four con semifinali e finali ad eliminazione diretta.

## Risultati

### Semifinali
| Tavira 28 febbraio 1998 | Francia | 2 – 5 | Portogallo |  |

| Tavira 28 febbraio 1998 | Italia | 2 – 10 | Spagna |  |

### Finale 3º/4º posto
| Tavira 1º marzo 1998 | Francia | 3 – 0 | Italia |  |

### Finale 1º/2º posto
| Tavira 1º marzo 1998 | Portogallo | 3 – 2 | Spagna |  |